# Go motion
El go motion és una variant de la tècnica d'animació stop motion per a l’animació de models davant d’una càmera cinematogràfica. A l’stop motion els objectes o models són fotografiats estant completament immòbils. En canvi, al go motion, el model o objecte al que s'està animant se li aplica un moviment mentre se l'està fotografiant. D’aquesta manera s'obté en el fotograma un escombrat de moviment o “fotografia moguda”, que està present a les filmacions convencionals d’objectes en moviment. La il·lusió de moviment de l’objecte guanya, així, en realisme.
Tant en el stop motion com en el go motion el resultat, un cop projectat a la pantalla, ha de produir a l'espectador la il·lusió, no només que el model es mou per si mateix, sinó que en comptes de ser un model és un objecte real.
El go motion és una tècnica inventada l’any 1979 per Phil Tippett (aleshores tècnic d’efectes especials d'Industrial Light & Magic) per a animar els tauntaun i els AT-AT de la pel·lícula Star Wars episodi V: L'Imperi contraataca (estrenada l’any següent, el 1980).

## Explicació tècnica
Quan s'utilitza stop motion, l’objecte animat es veu definit perfectament a cada fotograma; ja que cada fotograma de l’animació es realitza disparant la càmera quan l’objecte o personatge a animar està completament immòbil. En canvi, en una pel·lícula no animada, obtinguda mitjançant la filmació d’una càmera tradicional, els objectes en moviment tenen (a cada fotograma) un rastre o escombrat característic ja que es mouen mentre l'obturador de la càmera està obert.
Com en l’animació tradicional obtinguda mitjançant stop motion, es fotografia al model per obtenir un dels fotogrames de l’animació final, però a diferència de l’stop motion, en el go motion es mou al model durant la presa del fotograma. D’aquesta manera l’objecte apareix, en el fotograma, amb un escombrat de moviment.
El go motion va ser dissenyat per simular el realisme de les imatges preses de forma tradicional. Per a això es mou lleugerament el model articulat durant l'exposició de cada fotograma de pel·lícula. La diferència amb el stop motion tradicional és que mentre la càmera no captura cap imatge es fa ús d'unes varetes metàl·liques que fixades en un extrem coincideixen en la posició en temps real amb cadascuna de les posicions fotografiades per la càmera. En l'altre extrem de cada vareta es troba un motor amb un captor que transmet aquestes mateixes posicions a la memòria d'un ordinador. Una vegada l'animador ha acabat una seqüència d'animació, l'ordinador té en memòria tots els moviments necessaris que poder transmetre als motors perquè l'animador pugui repetir-los tantes vegades com vulgui, col·locant i retirant les varetes a mesura que fotografia el model, de manera que aquestes mai siguin visibles en fotogrames obtinguts.

Dues imatges infogràfiques en les que la càmera es desplaça al voltant d'una figura. La imatge de l'esquerra presenta motion blur la de la dreta no.

## Motion blur

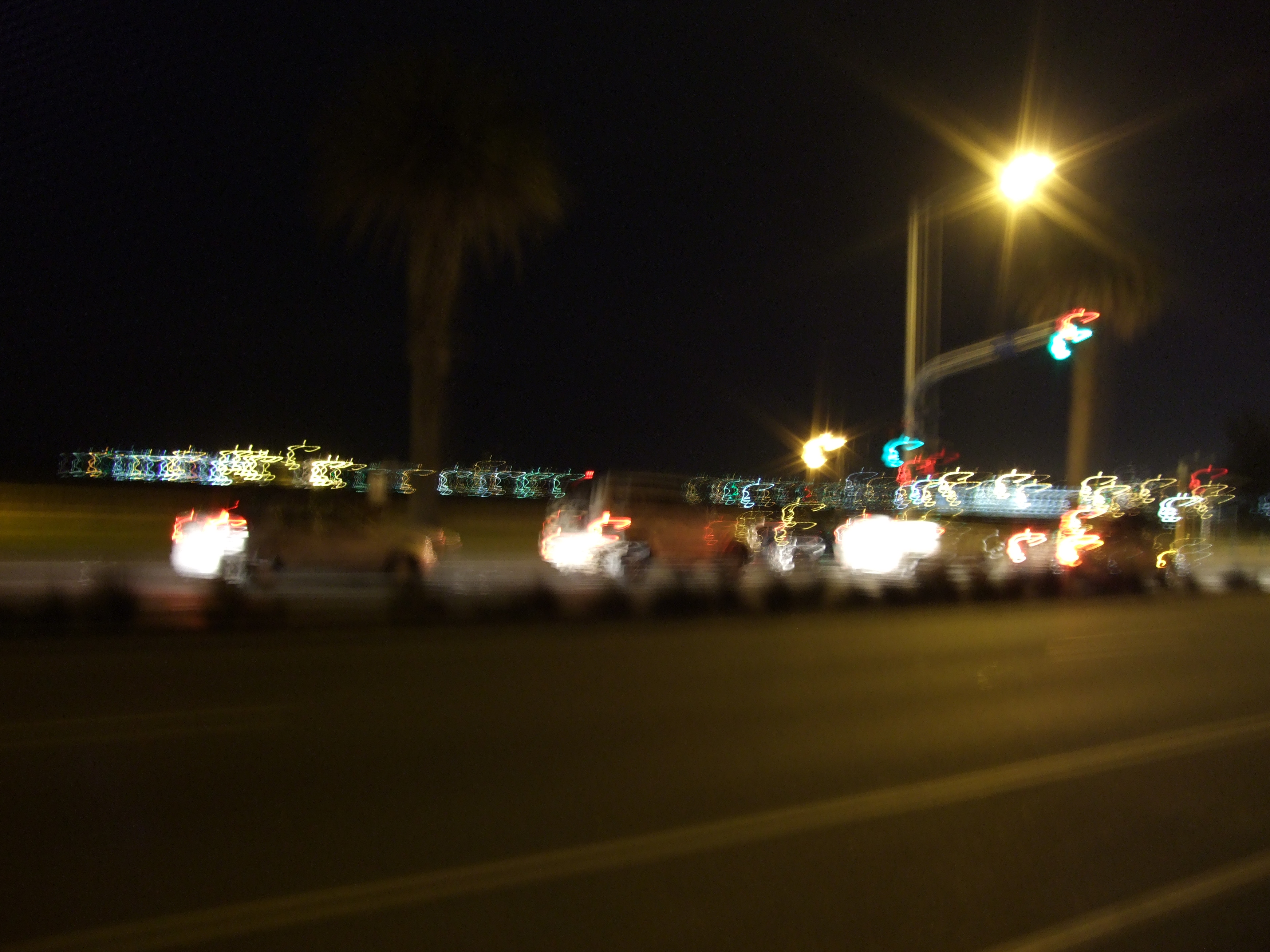
Motion blur

El motion blur o desenfocament de moviment és un efecte òptic o una distorsió de la imatge que es produeix a l'observar objectes en moviment a causa de la velocitat de l'objecte o a un temps llarg d'exposició. La tècnica stop motion quan s'aplica sobre escenes dinàmiques no obté un resultat realista en no presentar-se aquest efecte. A continuació es detallen diferents mètodes per obtenir aquesta distorsió en go motion.

### Vaselina a l'objectiu
Aquesta tècnica, bàsica però raonablement eficaç, s'aconsegueix aplicant vaselina abans de cada tret en la lent de la càmera per crear un efecte borrós. Aquesta tècnica es va utilitzar per a l'endoesquelet metàl·lic de Terminator.

### Colpejar el model
Colpejar suaument o agitar el model abans de prendre el quadre per produir un lleuger efecte borrós. S'ha d'anar amb compte que el model no es mogui massa, o de copejar o desplaçar altres models o peces del decorat.

### Moure la base
Moure suaument (agitar) la base sobre la qual descansa el model durant el temps d'exposició crea un lleuger i realista efecte de desenfocament. Aquesta tècnica va ser utilitzada per Aardman per a la persecució en el tren a The Wrong Trousers i també a la persecució en camió del film A Close Shave. En tots dos casos es va moure físicament les càmeres durant exposicions d'1-2 segons.

## Exemples dego motional cinema
- Star Wars episodi V: L'Imperi contraataca (1980): Phil Tippett utilitza per primer cop el go motion per als tauntaun i els AT-AT d’aquest episodi de la saga Star Wars.
- Dragonslayer (1981): Vermithrax, el drac, va ser animat mitjançant aquesta tècnica.
- Prehistoric Beast (1984): Phil Tippett va utilitzar la seva tècnica per a aquesta seqüència de dinosaures (de 10 minuts de durada) en que un tiranosaure caçava un Monoclonius.[6]
- Terminator (1984): el terminator interpretat per Arnold Schwarzenegger acaba en la pel·lícula desproveït de la seva pell exterior. L'endoesquelet metàl·lic va ser animat mitjançant go motion.
- Dinosaur! (1985): la seqüència Prehistoric Beast, de 1984, va servir de base a aquest llargmetratge documental, presentat a la televisió nord-americana per Christopher Reeve en 1985.
- El jove Sherlock Holmes (1985): en la seqüència de l’harpia es va recórrer al go motion per a la gran velocitat en que movia les ales la criatura.[7]
- Howard the Duck (1986): el monstre del final de la pel·lícula està animat mitjançant go motion.
- The Golden Child (1986): el dimoni alat està animat mitjançant go motion.
- Els nostres meravellosos aliats (1987): seqüències rodades a go motion dirigides per Tom St. Amand.
- RoboCop (1987).
- Willow (1988): el drac bicèfal, al castell de Tir Asleen, va ser animat mitjançant aquesta tècnica.
- RoboCop 2 (1990).
- Parc Juràssic (1993): tot i el gran nombre de dinosaures realitzats mitjançant ordinador alguns plans en go motion van ser rodats amb models articulats per a aquesta pel·lícula. Un exemple és el pla en el qual el tiranosaure mossega violentament el tub d'escapament i els pneumàtics del jeep invertit en el qual es troben els nens Timmy i Ellie.
- Robocop 3 (1993).

## Go motiona l'actualitat
Avui dia, aquesta tècnica rares vegades s'utilitza, ja que és més complicada i costosa que els efectes generats per computadora. No obstant això, la tècnica encara té potencial real en pel·lícules d'stop motion en la realització d'escenes amb efectes d'imatge a càmera lenta. Amb go motion, al filmar cada petit moviment de l'objecte amb una càmera d'alta velocitat, el model sembla moure's a càmera lenta encara quan es reprodueixi a velocitat normal. Això seria molt difícil d'aconseguir mitjançant tècniques d'stop motion convencionals, doncs l'animador hauria de moure el model potser menys d'un mil·límetre en cada quadre per aconseguir el mateix resultat.